# Michel Perret
Michel Perret, né à Lausanne le 28 novembre 1930, est un pianiste, timbalier, claveciniste, chef d'orchestre et enseignant vaudois.

## Biographie
Michel Perret commence son apprentissage du piano à l'âge de sept ans, puis entre au Conservatoire de Lausanne dans la classe de Geneviève André. Après un prix de l'Association des professeurs reçu en 1949, Michel Perret reçoit son diplôme d'enseignement du piano avec les félicitations du jury en 1950. En parallèle, il suit les cours de théorie de Cramer et de Hans Haug au Conservatoire de musique de Genève. Mais ce sont surtout les cours de timbales de Charles Peschier qui ont marqué la carrière de Michel Perret. À l'époque seul véritable percussionniste du canton de Vaud, il n'attend ainsi pas la fin de ses études pour se produire occasionnellement avec l'Orchestre de chambre de Lausanne, sous la conduite de Victor Desarzens. Après deux dernières années d'études à l'Académie de Vienne, il rejoint officiellement l'OCL en 1952, en tant que pianiste, claveciniste et timbalier.
Également chef d'orchestre, il participe notamment au Concours international de Besançon en 1951, dont il est l'un des dix finalistes. Il seconde par la suite, en 1953, Carlo Hemmerling à la tête de l'Orchestre académique de Lausanne. Marié depuis 1954 avec la violoncelliste parisienne Annie Laffra, Michel Perret forme avec sa compagne un duo qui mène une intense activité musicale sur le plan international. 
Michel Perret enseigne le piano et le solfège supérieur au Conservatoire de Lausanne dès 1953 et jusqu'à l'âge de la retraite. Il se produit en outre avec sa compagne jusqu'au début des années 2000. Les deux musiciens vivent actuellement à Pully.

## Sources
- « Michel Perret », sur la base de données des personnalités vaudoises sur la plateforme « Patrinum » de la Bibliothèque cantonale et universitaire de Lausanne.
- Dictionnaire des musiciens suisses, Zürich, Atlantis Verlag, 1964, p. 291
- Feuille d'avis de Lausanne, 1943/07/04
- Tribune de Lausanne, 1950/07/07
- Feuille d'avis de Lausanne, 1951/09/29, p. 11
- Tribune de Lausanne, 1953/09/09
- "Musiciens lausannois à l'honneur", Tribune de Lausanne, 1967/05/05
- Florestan, "La musique classique", Tribune de Lausanne, 1961/05/28
- Jaccard, Jean-Claude, "La musique dans les pays de l'Est : les impressions de Michel Perret et Annie Laffra", Feuille d'avis de Lausanne, 1964/03/04.